# Lodrino TI
| TI ist das Kürzel für den Kanton Tessin in der Schweiz. Es wird verwendet, um Verwechslungen mit anderen Einträgen des Namens Lodrino zu vermeiden. |

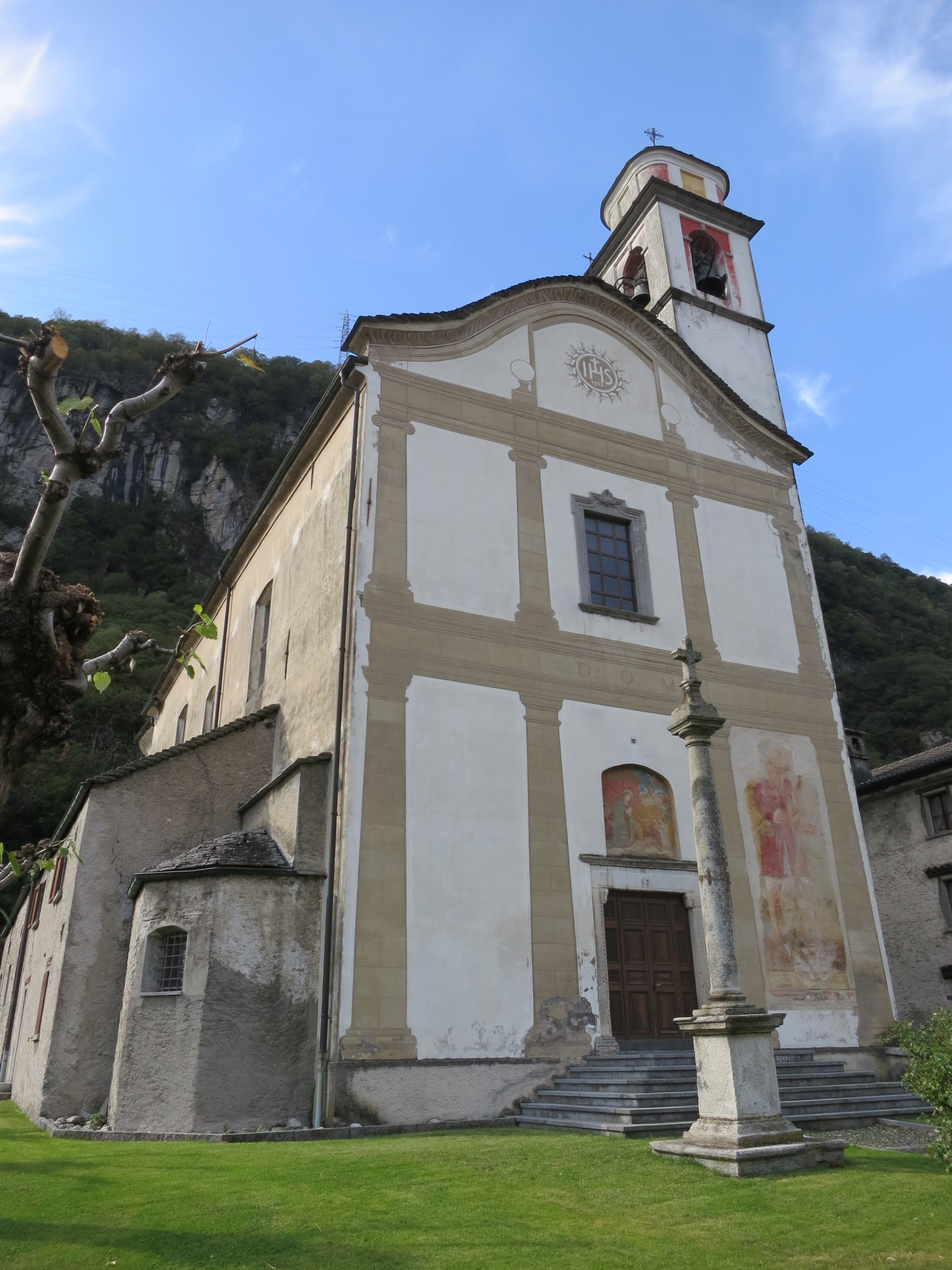
Pfarrkirche Sant’Ambrogio

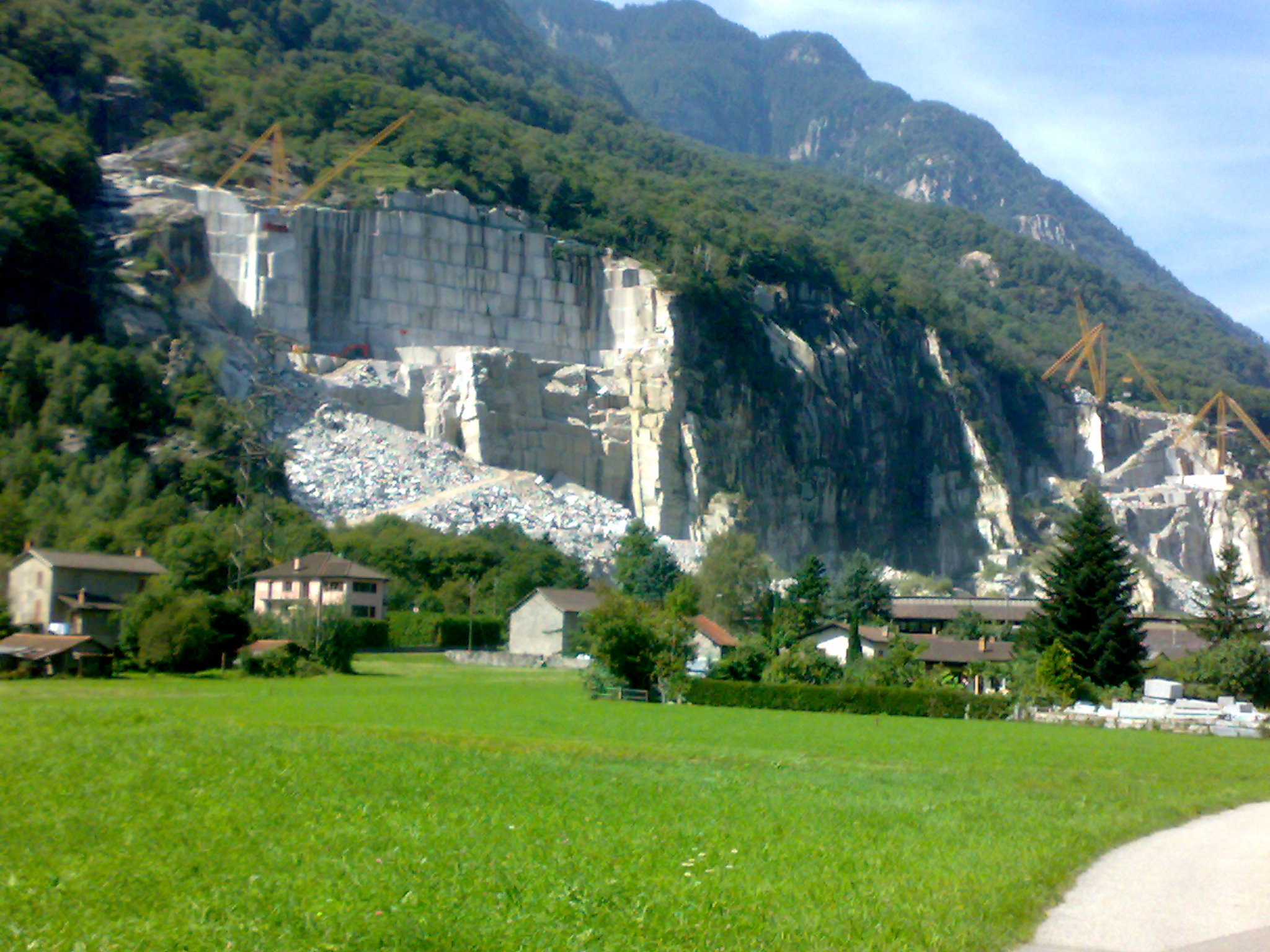
Steinbruch in Lodrino

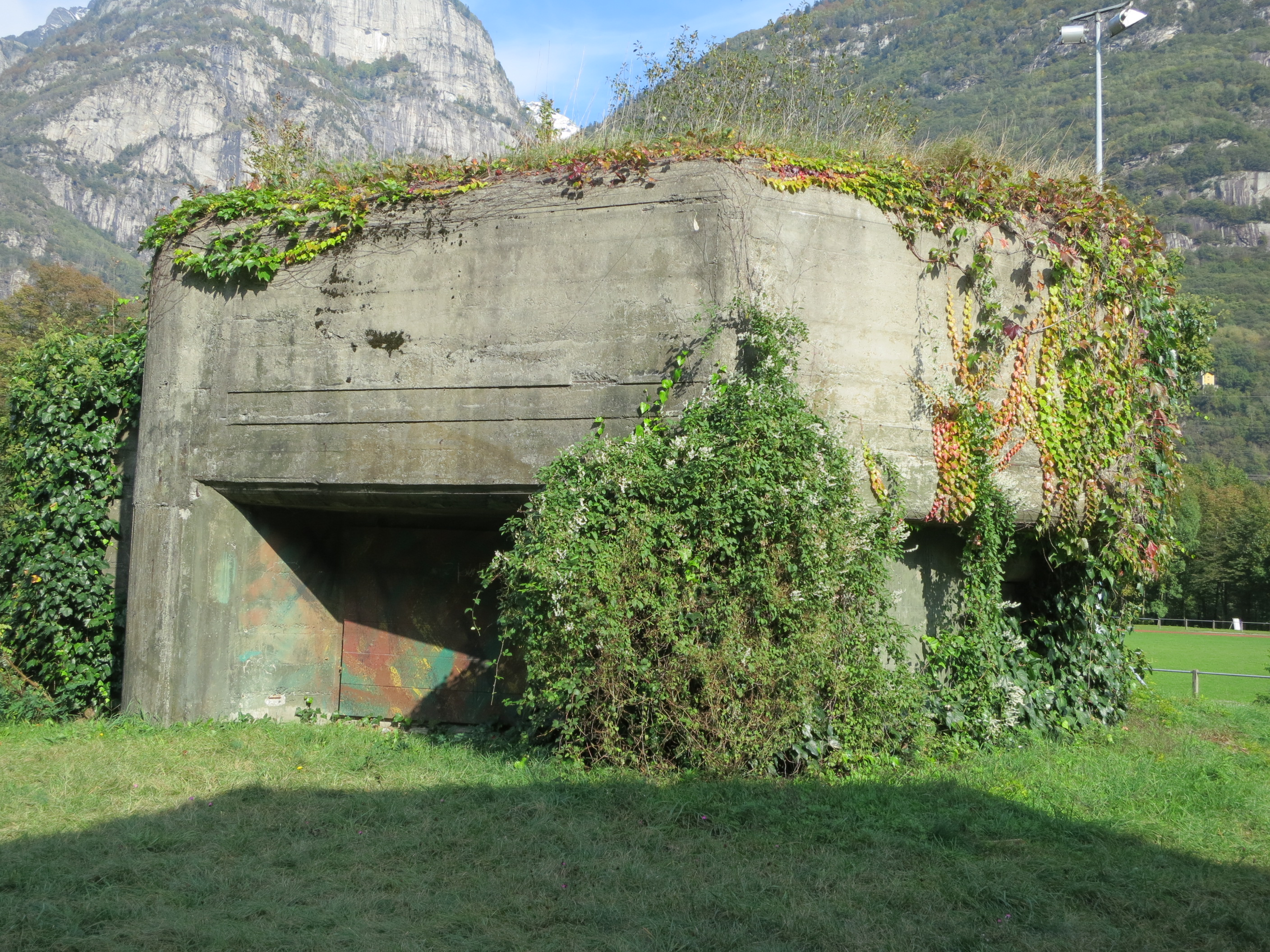
Bunker grande A8128 der Festung LONA

Lodrino ist ein Dorf in der Gemeinde Riviera, Bezirk Riviera, im Schweizer Kanton Tessin. Lodrino war eine selbständige politische Gemeinde, bis es am 2. April 2017 mit den damaligen Gemeinden Cresciano, Iragna und Osogna zur neuen Gemeinde Riviera fusionierte.

## Geographie
Der Siedlungskern liegt am rechten Ufer des Flusses Ticino auf dem Talboden des Rivieratals. Das Gemeindegebiet umfasste das Val di Lodrino, das vom Riale di Lodrino entwässert wird. Zwischen der Autobahn und dem Fluss Ticino ist das Flugfeld Lodrino.

## Geschichte
Eine erste Erwähnung findet das Dorf im Jahre 857 unter dem damaligen Namen Ludrini, dann 1193 Ludrino. Vom Flugplatz Lodrino aus startete am 11. Juli 1930 Giovanni Bassanesi zusammen mit Gioacchino Dolci seinen berühmten Flug über die Alpen. Sie überflogen illegal italienisches Staatsgebiet und warfen über Mailand 150‘000 antifaschistische Flugblätter ab.
Lodrino war eine selbständige politische Gemeinde, bis es am 2. April 2017 mit den damaligen Gemeinden Cresciano, Iragna und Osogna zur neuen Gemeinde Riviera fusionierte. Lodrino bildet aber nach wie vor eine eigenständige Bürgergemeinde.

## Bevölkerung
Einwohnerzahlen: Volkszählungsdaten

## Sehenswürdigkeiten

### Sakralbauten
- Pfarrkirche Sant’Ambrogio (1363)[7][8]
- Kirche San Martino von Tours, im Ortsteil Monte Paglio, begründet 1375[7]
- Pfarrkirche Santi Gervasio und Protasio, im Ortsteil Prosito, restauriert (1991/1992) Architekt: Alberto Finzi, Glasmalereien (2002) des Malers Max Läubli aus Ermatingen[9][7]
- Schalenstein im Ortsteil Alpe Vacarisc (2000 m ü. M.)[7]

### Zivilbauten
- Ruine des Heidenhauses[7]

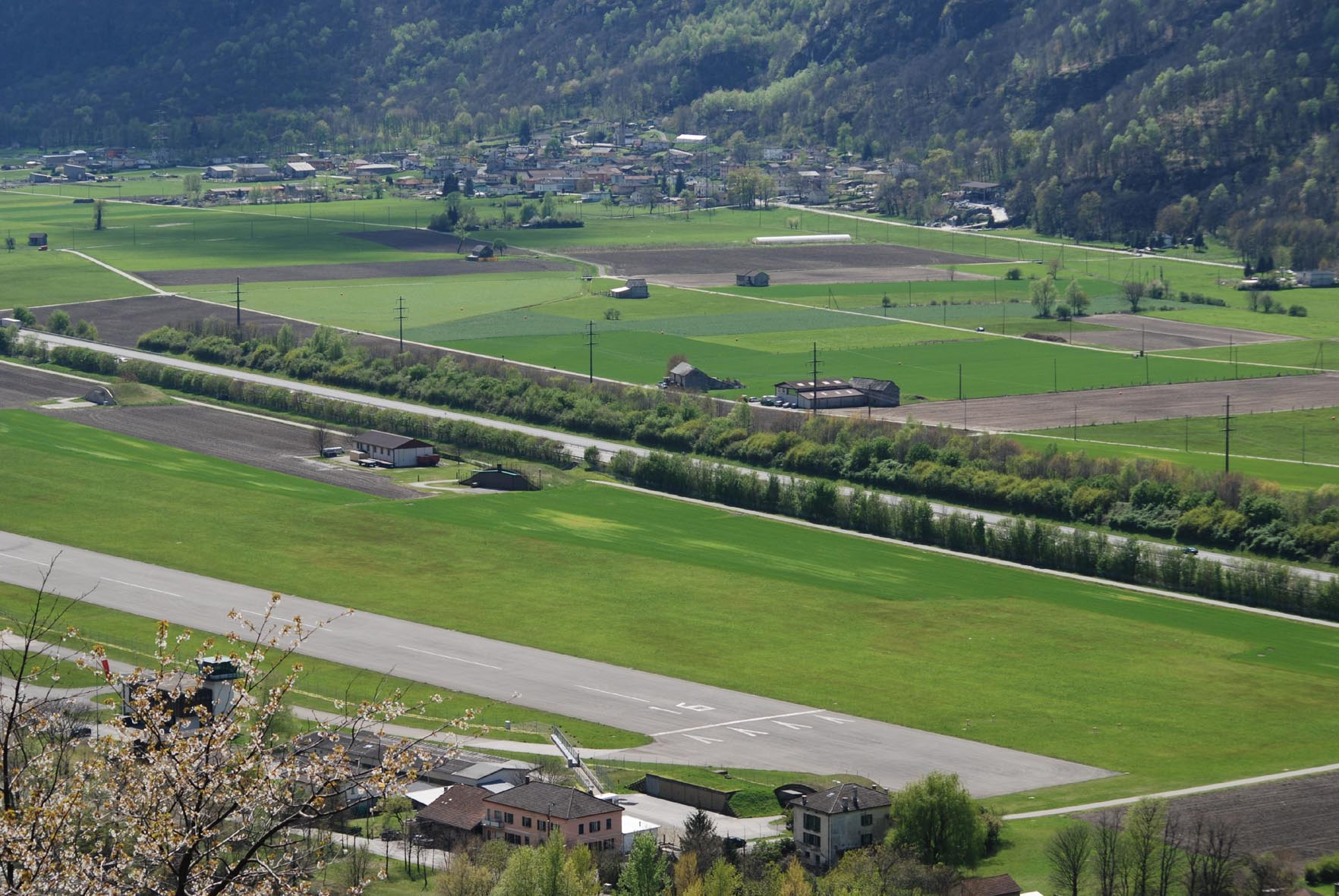
Flughafen und Dorf Prosito im Hintergrund

- Brücke beim «Alpe Nuovo» im Drosinatal[7]

### Militärische Bauten
- Verteidigungswerk Linea LONA (LOdrino-OsogNA) erbaut (1940/1943)[7][10]

## Sport
- Football Club Lodrino[11]

## Persönlichkeiten
- Alberto di Lodrino (* um 1150 in Lodrino; † nach 1207 ebenda), aus dem alten Grundherrengeschlecht, verkauft 1193 den Leuten von Olivone eine Alm; er besitzt Höfe, Wiesen, Weinberge, Weidrechte und Grundzinsen in Semione. Mit seiner Frau Johanna und seinen Kindern tauscht er am 7. Juni 1207 Ländereien mit dem Kloster Disentis[12]
- Augusto Ronede (da Lodrino) (* um 1485 in Lodrino; † nach 1543 ebenda), Baumeister, tätig an der Stiftskirche Santi Pietro e Stefano in Bellinzona[13]
- Martino Ferrari (* um 1742 in Lodrino; † 2. September 1822 ebenda), Unterstatthalter für die Riviera unter der helvetischen Republik; Mitglied der Kommission für die Kantonsverfassung 1801, Abgeordneter in der tessinischen Tagsatzung 1802, Mitglied der Kommission, die 1803 mit der Organisation des neuen Kantons beauftragt war; Grossrat von 1803 bis 1821, Gerichtspräsident der Riviera bis zu seinem Tode[14][15]
- Constantin Siegwart-Müller (* 10. Oktober 1801 in Lodrino; † 13. Januar 1869 in Altdorf UR), Führer der Ultramontanen in Luzern[16]
- Dario Cairoli (* 8. Februar 1934 in Lodrino), Kunstmaler, Bildhauer und Zeichner[17]